# Ḫurpatila
Ḫurpatila ist ein elamischer König, der ausweislich der babylonischen Chronik P um 1330 v. Chr. gelebt haben muss. Dieser späteren Inschrift zufolge wurde er von Kurigalzu II. besiegt, wobei er als „Tyrann von Susa und Elam“ bezeichnet wurde.